# Gomorron Sverige (1993–2017)
Gomorron Sverige (1993-1996 Go'morron Sverige, 1996–2001 Rapport Morgon, 2001–2004 SVT Morgon) var Sveriges Televisions TV-morgonprogram i SVT. I likhet med föregångaren i TV4 (se nedan) använde Gomorron Sverige ett format som liknade det amerikanska i genren stilbildande NBC-programmet The Today Show som 1952 var först i världen med morgon-TV. Konkurrent i genren i Sverige är Nyhetsmorgon i TV4.

## Innehåll
Gomorron Sverige sändes mellan 06.00 och 10.00 vardagar. På sommaren sände de mellan 06.55 och 10.00. Gomorron Sverige sände främst i SVT1.
Nyheterna sändes varje halvtimme. Mellan nyhetssändningarna förekom en blandning av aktuella intervjuer, debatter, reportage samt flera stående inslag såsom paneler och filmrecensioner. Programmet hade haft åtskilliga programledare, även om Marianne Rundström var den som innehade programledarposten längst tid. Andra som varit ordinarie programledare är Staffan Dopping, Lotta Bouvin Sundberg och Morgan Olofsson.

## Historia

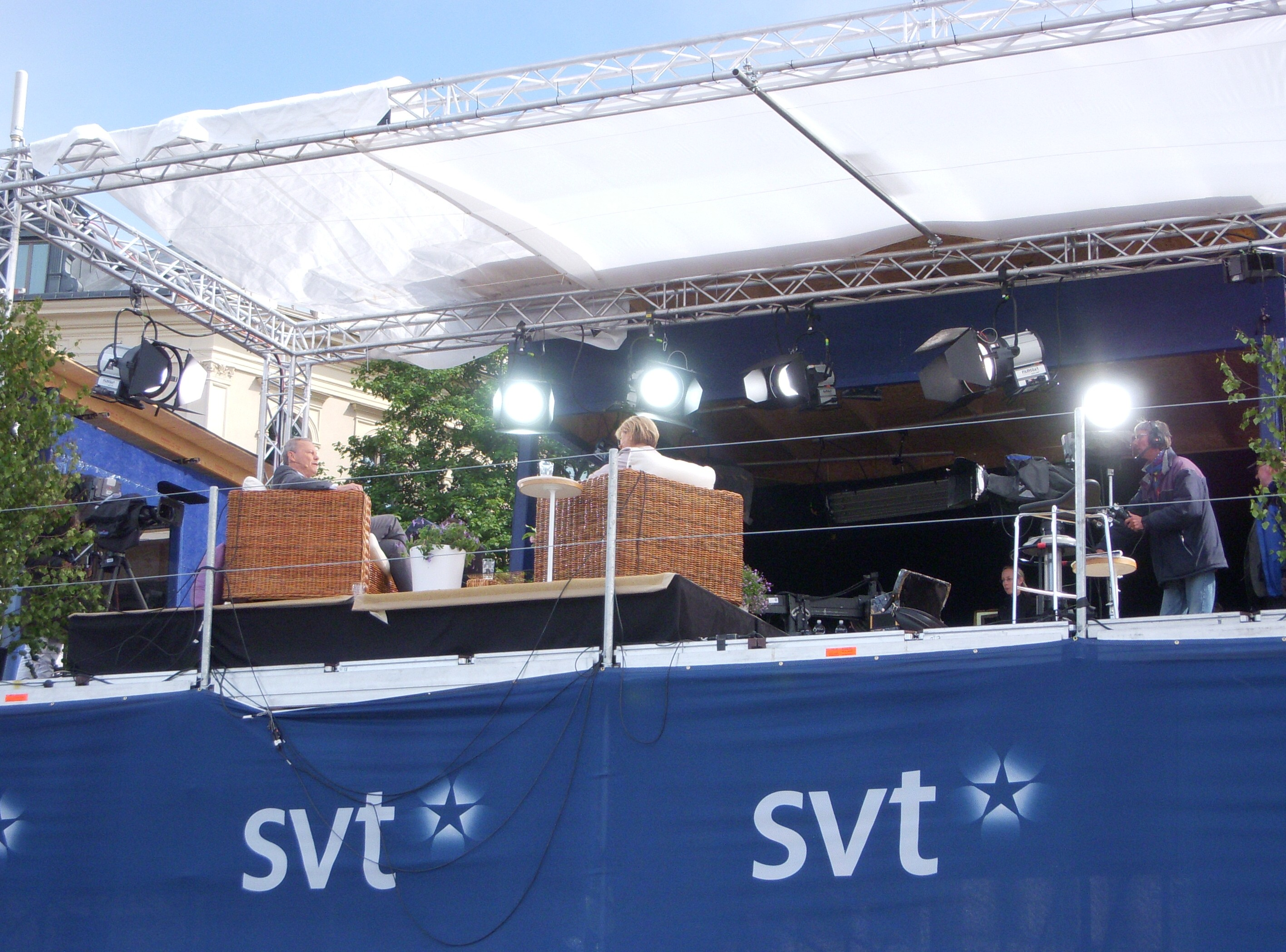
"Gomorron Sverige" sänder från utomhusstudio i samband med kungliga bröllopet den 19 juni 2010. Programledare Marianne Rundström talar med förste hovmarskalken Lars-Hjalmar Wide

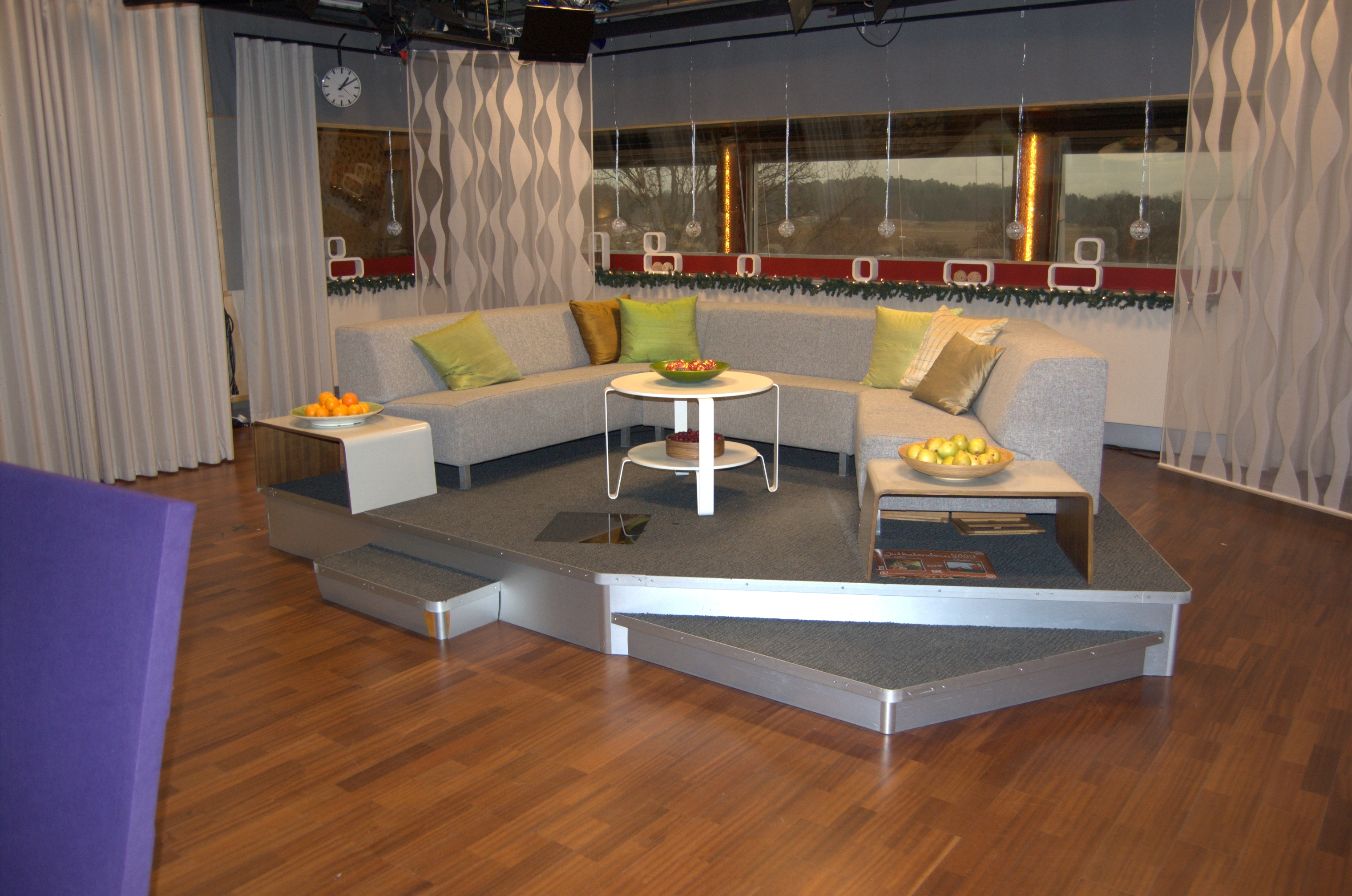
Rapports morgonsoffa någon gång under 2010

1977 startade en föregångare som bara sändes på lördagar Go'morron Sverige (1977–1996).
Efter att den kommersiella kanalen TV4 började sända i marknätet startade kanalen 1992 ett morgonprogram kallat Go'morron (senare kallat Nyhetsmorgon). SVT svarade på satsningen den 1 mars 1993 genom att börja sända Go'morron Sverige på vardagsmorgnarna mellan klockan 06.30 och 09.15 i TV2 (SVT2) med Rapportnyheter varje hel- och halvtimme. Aktuellt skulle också delta i morgonprogrammet med sändningar av A-ekonomi. Man alternerade varannan vecka mellan SVT Göteborg och SVT Malmö. Programledare från start var Fredrik Belfrage och Bo Holmström. Samma år tog Lennart Persson och Gila Bergqvist över programledarrollen från Göteborg. Från Malmö tog Jesper Aspegren och Birgitta Axelsson över morgonsändningarna där varannan vecka.
1995 började morgonsoffan sändas från Rapportredaktionen i Stockholm. Namnet Rapport Morgon började användas den 8 januari 1996. Samma år började alla de regionala nyhetsprogrammen sända varsin treminuterssändning precis före varje timslag.
Rapport Morgon tog till en början en paus under sommaren, men år 1996 inleddes även nyhetssändningar på sommaren. Morgonsoffan började sända på sommaren år 1997 under vinjetten Rapport sommarmorgon. Den 15 mars 1999 startade SVT nyhetskanalen SVT24. Dess redaktion tog snart över alla Rapports kortsändningar. Den 10 januari 2000 började även morgonsändningarna komma från SVT24. Morgonsoffan flyttade med till SVT24:s studio, men man behöll programtiteln Rapport Morgon. Senare samma år slog Rapport, Aktuellt och SVT24 ihop sina redaktioner.
Den 15 januari 2001 lät SVT de flesta nyhetssändningarna byta kanal; detsamma gällde morgonprogrammet som flyttades till SVT1, samtidigt som programmet bytte namn till SVT Morgon. De regionala morgonsändningarna lades ner och programmet förlängdes med en halvtimme, och började redan klockan 06.00. I september 2001 flyttades SVT Morgon till en ny studio som var gemensam för alla SVT:s Stockholmsbaserade nyhetsprogram. Den 28 juni 2004 bytte programmet namn till Gomorron Sverige och fick en något bredare profil i ett försök att konkurrera bättre med Nyhetsmorgon på TV4.
Den 18 januari 2010 bytte programmet profil och sändningstider. Från klockan 06.28 till klockan 08.45 sänds för-Gomorron. Där tog man upp (går)dagens aktuella ämnen, hade panelsnack med mera. Från klockan 08.45 tog en annan programledare över programmet och sände vidare till klockan 10.30. Den andra delen av programmet var en magasinsdel som innehöll fler längre intervjuer, mattips och nostalgier. Först ut som programledare för "nya" Gomorron Sverige var Micke Leijnegard. Varje fredags-Gomorron programleddes av en av SVT:s profiler, såsom Claes Elfsberg. Dessa programledare brukade vanligtvis inte hålla i programmet, men började nu alltså att göra det. 
2004 bytte programmet tillbaka till det ursprungliga namnet. Då blev också Marianne Rundström och Lotta Bouvin Sundberg de fasta programledarna. Övriga som nämns i listan är inhoppande programledare. En del av dem i listan leder även andra program som Rapport, A-Ekonomi och Sportnytt.
I samband med att SVT under 2011 la ned A-ekonomi las även Gomorron Sveriges förmiddagsdel ned. Anledningen till nedläggningen var att SVT vill öka nyhetssatsningen på SVT:s webbplats.
Den 28 augusti 2017 startade SVT ett nytt morgonprogram under namnet Morgonstudion med en annorlunda framtoning jämfört med  Gomorron Sverige. Samtidigt lades långköraren Gomorron Sverige ned.

## Programledare
- K.-G. Bergström
- J. Chrispinsson
- Patrik Peter
- Kattis Ahlström
- Claes Elfsberg
- M. Rundström

Personer som har lett Rapport Morgon, SVT Morgon eller Gomorron Sverige.

- Gurgîn Bakircioglu
- Johar Bendjelloul
- Ingela Agardh

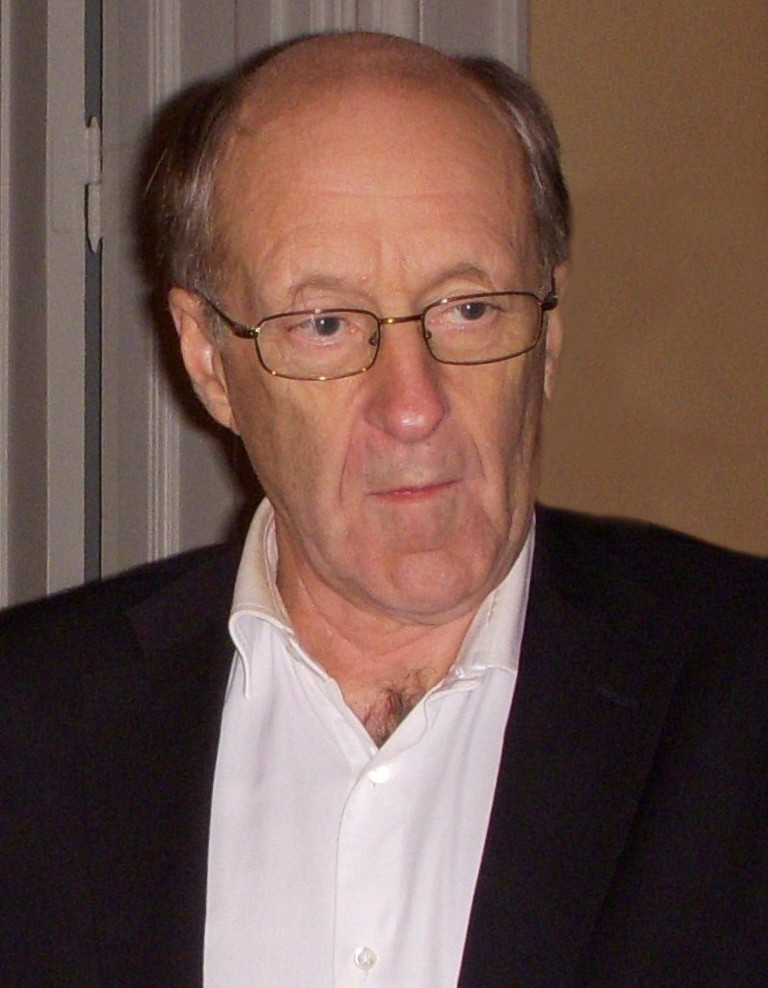
K.-G. Bergström
- Ann-Britt Ryd Pettersson
- Lotta Bouvin Sundberg
- Elisif Elvinsdotter
- Kalle Brunelius
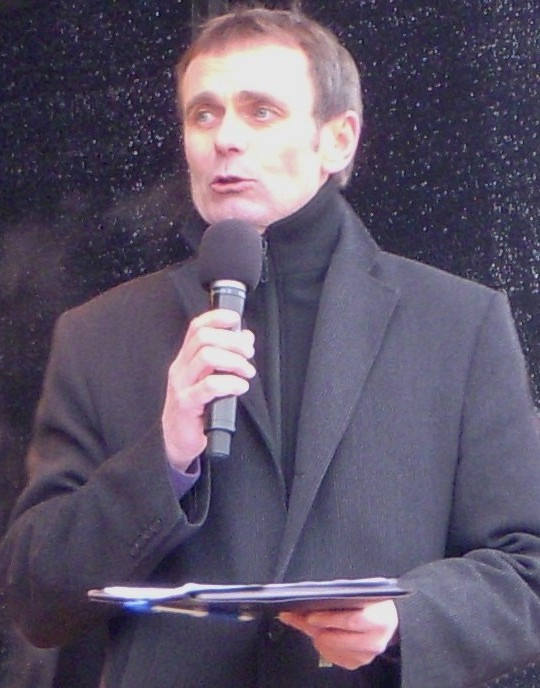
John Chrispinsson
- Staffan Dopping
- Micke Leijnegard
- Alexander Norén
- Morgan Olofsson
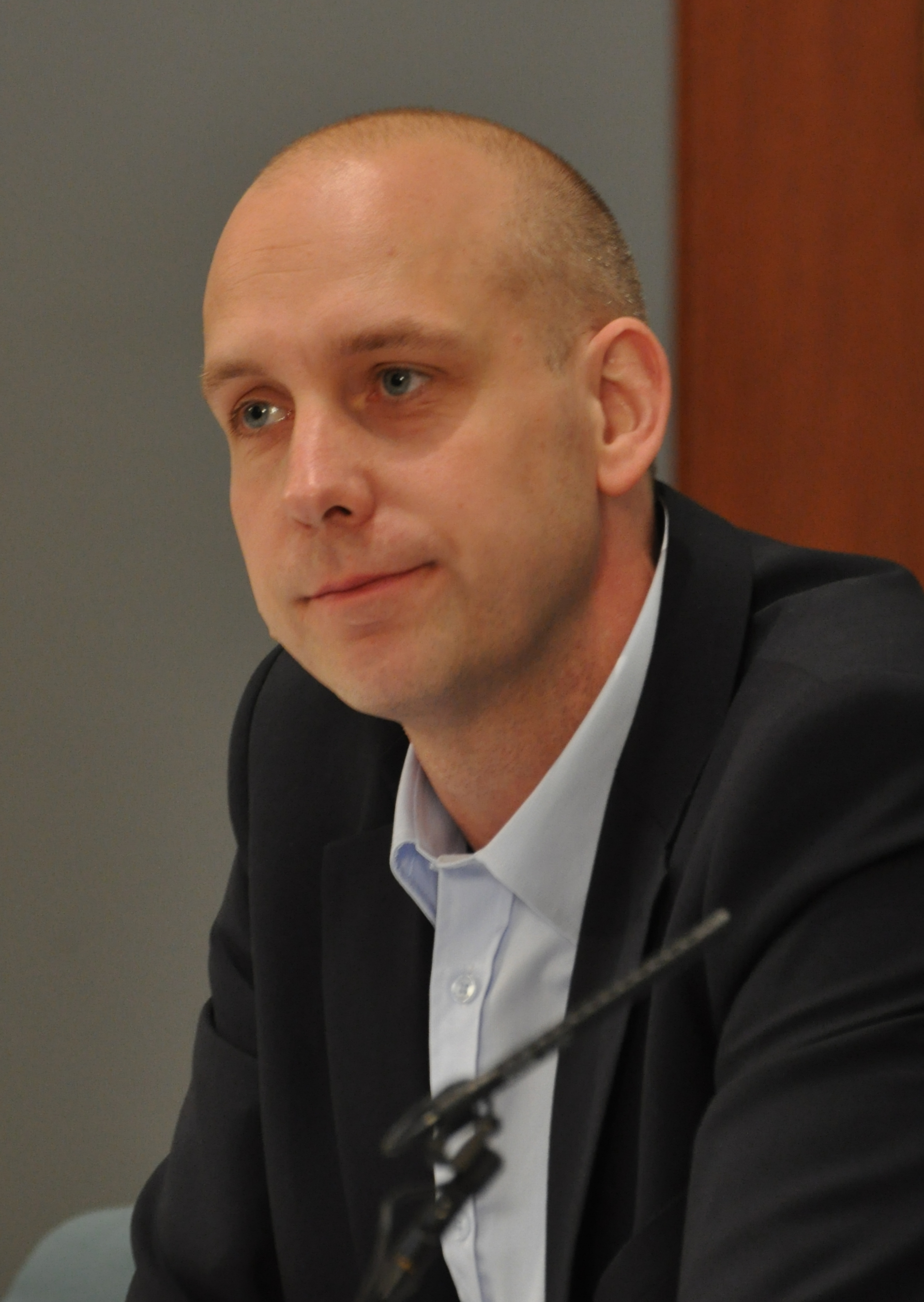
Patrik Peter
- Marianne Rundström
- Lasse Johansson[förtydliga]
- Cecilia Bodström
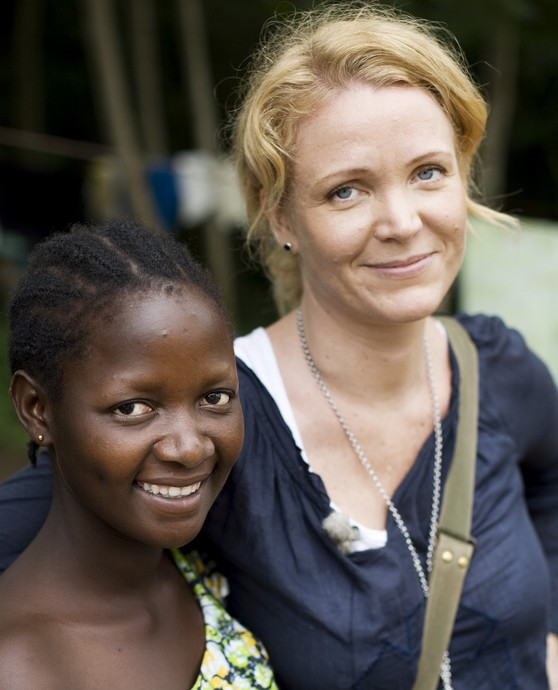
Kattis Ahlström
- Katia Elliott
- Cecilia Gralde
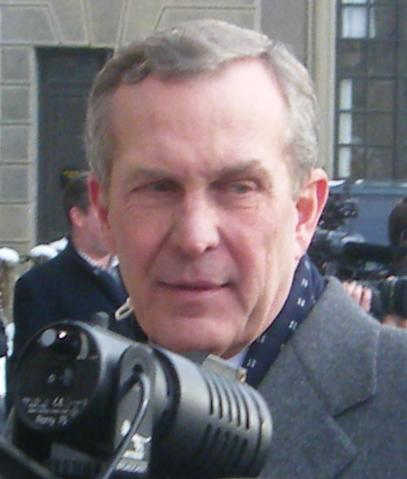
Claes Elfsberg
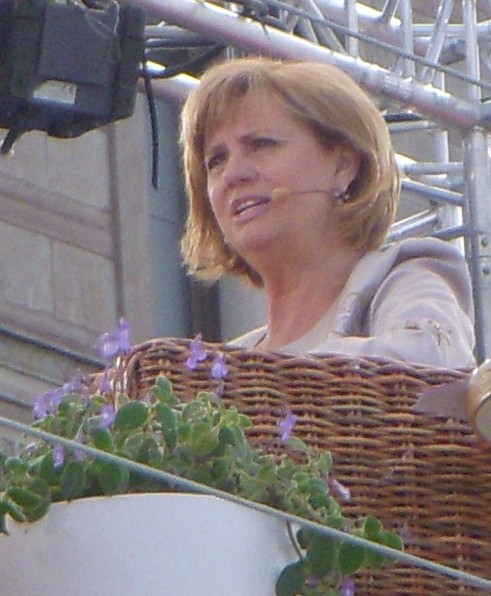
M. Rundström

- Åsa Avdic
- Peter Salander
- Lennart Persson
- Ted Wigren
- Hiba Daniel
- Pelle Nilsson